# Томпсон, Дэвид (баскетболист)
Дэ́вид О’Ни́л То́мпсон (англ. David O'Neil Thompson; родился 13 июля 1954 года в Шелби, Северная Каролина) — американский профессиональный баскетболист, выступавший в Американской и Национальной баскетбольных ассоциациях за клубы «Денвер Наггетс» (АБА и НБА) и «Сиэтл Суперсоникс» (НБА). Играл на позициях атакующего защитника и лёгкого форварда. До прихода в профессиональный спорт выступал за команду университета штата Северной Каролины «НК Стэйт Вульфпэк», с которой в 1974 году завоевал титул чемпиона NCAA. Член Зала славы баскетбола с 1996 года.
Томпсон был известен своей прыгучестью, которая позволила ему стать одним из лучших «данкеров» в матче в 1970-х годах и подарила ему прозвище «Скайуокер» (англ. «Skywalker»). Майкл Джордан сказал: «Понятие вертикальный прыжок началось с Дэвида Томпсона». Билл Уолтон описал Томпсона как «Майкла Джордана, Коби Брайанта, Трейси Макгрэди и Леброна Джеймса в одном лице».

## Ранние годы
Дэвид Томпсон родился 13 июля 1954 года в городе Шелби (штат Северная Каролина), учился там же в средней школе Крест, в которой играл за местную баскетбольную команду.

## Студенческая карьера
В 1975 году окончил Университет штата Северная Каролина, где в течение трёх лет играл за баскетбольную команду «НК Стэйт Вульфпэк», в которой провёл успешную карьеру под руководством Норма Слоуна. При Томпсоне «Вульфпэк» по два раза выигрывали регулярный чемпионат и турнир конференции Атлантического Побережья (1973—1974), а также один раз выходили в плей-офф студенческого чемпионата США (1974). В сезоне 1973/1974 годов «Вульфпэк» стали чемпионами Национальной ассоциации студенческого спорта (NCAA), а Томпсон был признан самым выдающимся игроком этого баскетбольного турнира. В финальном матче «Вульфпэк» переиграли команду Мориса Лукаса «Маркетт Голден Иглс» со счётом 76—64, в которой Дэвид стал лучшим игроком своей команды, набрав 21 очко.
За время своей университетской карьеры Томпсон собрал все награды, какие только существовали на тот момент в студенческом баскетболе. Становился лауреатом Приза Нейсмита (1975), Приза имени Оскара Робертсона (1975) и Приза имени Адольфа Раппа (1975), а также признавался баскетболистом года среди студентов по версии UPI (1975), Sporting News (1975), Associated Press (1974—1975), Helms Foundation (1974—1975) и NABC (1974—1975). Кроме того три года подряд включался в 1-ю всеамериканскую сборную NCAA (1973—1975), а также признавался баскетболистом года среди студентов конференции Атлантического Побережья (1973—1975). Свитер с номером 44, под которым он выступал в «НК Стэйт Вульфпэк», был закреплён за ним и выведен из употребления.

## Профессиональная карьера
Томпсон выбирался под первым номером на драфтах Американской баскетбольной ассоциации клубом «Вирджиния Сквайрз» и Национальной баскетбольной ассоциации командой «Атланта Хокс». Однако после драфта подписал контракт с «Денвер Наггетс». Одной из причин подписания контракта с «Наггетс» стало решение клуба взять вместе с ним его друга и партнёра по студенческой команде университета штата Северной Каролины Монте Тоу, с которым клуб подписал двухлетний контракт.

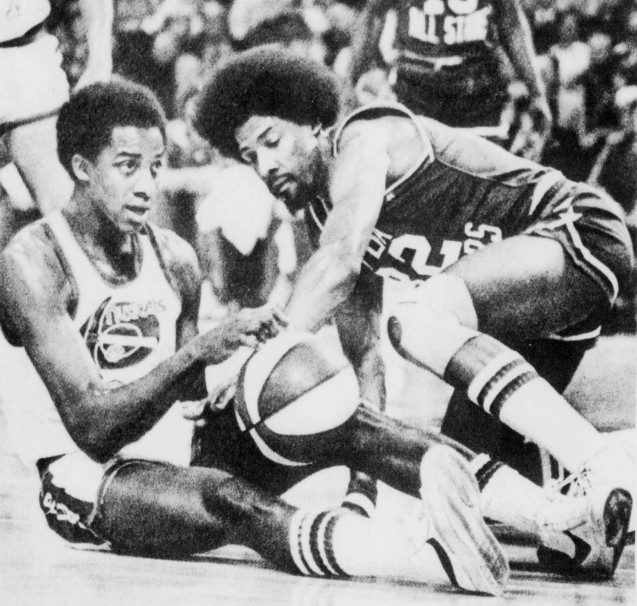
Томпсон (слева) и Джулиус Ирвинг, Матч всех звезд АБА 1976 года, 27 января 1976 года.

В 1976 году во время Матча всех звёзд АБА 1976 года прошло первое в истории соревнование по броскам сверху (слэм-данк контест). В финале состязания встретились Джулиус Ирвинг и Дэвид Томпсон. В итоге победу одержал Ирвинг, выполнивший слэм-данк с линии штрафных бросков. Томпсон же неожиданно для всех выполнил более сложный данк во время тренировочных бросков, а во время соревнования менее сложный. На самом же Матче всех звёзд Томпсон завоевал титул самого ценного игрока.
После объединения АБА и НБА в 1976 году Томпсон продолжил выступать за «Самородков» до сезона 1981/82 годов, после чего перешёл в «Сиэтл Суперсоникс», в котором отыграл ещё два сезона и завершил свою профессиональную карьеру в 1984 году. После объединения лиг Томпсон продолжил оставаться игроком уровня матча всех звёзд, ещё четырежды получая вызовы на звёздный уикенд НБА (1977—1979, 1983).
Его карьера достигла своего пика в сезоне 1977/1978 годов, по итогам которого он набрал 2172 очка, по 27,15 в среднем за игру, уступив по этому показателю только Джорджу Гервину, который набрал 2232, по 27,22 в среднем за игру. 9 апреля 1978 года, в последний день регулярного чемпионата НБА, Томпсон в игре против «Детройт Пистонс» набрал рекордные для себя 73 очка, которые однако не помогли его команде, так как она, хоть и в упорной борьбе, но всё-таки проиграла со счётом 137—139. В этом же сезоне «Наггетс» дошли до финала Западной конференции, где со счётом 2—4 в серии проиграли «Суперзвуковым», будущей команде Томпсона. В межсезонье, учитывая вдохновенную игру Томпсона в последнем сезоне, «Самородки» подписали с ним рекордный в то время контракт на 5 лет на общую сумму 4 млн долларов. В сезоне 1979/80 он пропустил последние 36 игр из-за травмы стопы. Он вернулся в следующем году и набирал в среднем 25,5 очков в 77 играх. Однако после того, как в 1981/82 годах он набрал 14,9 очков, 17 июня 1982 года «Наггетс» обменяли его в «Сиэтл Суперсоникс» на Билла Ханзлика.
Выступая за  «Сиэтл Суперсоникс» он участвовал в Матче всех звезд 1982/83 годов. В среднем он набирал 15,9 очков, 3,6 подбора и 3 передачи, что было сравнительно низким показателем по сравнению со статистикой его расцвета в «Наггетс». Во время плей-офф того же года, в своем последнем выступлении в постсезоне, Томпсон набрал всего 12 очков в двухматчевой серии, проигранной команде «Портленд Трэйл Блэйзерс». В следующем году Томпсон пропустил почти весь сезон 1983/84, так как проходил реабилитацию от наркотической зависимости. Пройдя реабилитацию, он вернулся в «Сиэтл Суперсоникс» на оставшиеся девятнадцать игр сезона 1983/84, в которых он набрал в среднем 12,6 очков. Травма колена, полученная вне игры в 1984 году, вынудила его окончить карьеру.
В 1996 году Дэвид Томпсон был включён в Зал славы баскетбола.

## Наркотическая зависимость
Проблемы Томпсона, связанные с наркоманией, начались из-за чувства «одиночества и изоляции» после травмы стопы в 1979–1980 годах. Впервые они стали достоянием общественности после его дебютного сезона в «Сиэтле Суперсоникс», после чего он попал в реабилитационный центр в Денвере в 1983 году. Травму колена, из-за которой он завершил его карьеру в 1984 году, он получил в результате падения с лестницы во время драки в Студии 54.
Как сообщается, к 1986 году Томпсон тратил на кокаин по 1000 долларов ежедневно, из-за чего в том же году попал в реабилитационный центр в Киркленде, штат Вашингтон. После того, как в 1987 году его приговорили к 180 дням тюремного заключения за нападение на жену, Томпсон стал убежденным христианином и пересмотрел свой образ жизни.

## Статистика

### Статистика в НБА
| Сезон                                                                                    | Команда           | Регулярный сезон | Регулярный сезон | Регулярный сезон | Регулярный сезон | Регулярный сезон | Регулярный сезон | Регулярный сезон | Регулярный сезон | Регулярный сезон | Регулярный сезон | Регулярный сезон | Серия плей-офф | Серия плей-офф | Серия плей-офф | Серия плей-офф | Серия плей-офф | Серия плей-офф | Серия плей-офф | Серия плей-офф | Серия плей-офф | Серия плей-офф | Серия плей-офф |
| Сезон                                                                                    | Команда           | GP               | GS               | MPG              | FG%              | 3P%              | FT%              | RPG              | APG              | SPG              | BPG              | PPG              | GP             | GS             | MPG            | FG%            | 3P%            | FT%            | RPG            | APG            | SPG            | BPG            | PPG            |
| ---------------------------------------------------------------------------------------- | ----------------- | ---------------- | ---------------- | ---------------- | ---------------- | ---------------- | ---------------- | ---------------- | ---------------- | ---------------- | ---------------- | ---------------- | -------------- | -------------- | -------------- | -------------- | -------------- | -------------- | -------------- | -------------- | -------------- | -------------- | -------------- |
| 1976/77                                                                                  | Денвер Наггетс    | 82               |                  | 36,6             | 50,7             |                  | 76,6             | 4,1              | 4,1              | 1,4              | 0,6              | 25,9             | 6              |                | 39,5           | 46,3           |                | 67,9           | 5,2            | 4,0            | 1,5            | 0,7            | 24,7           |
| 1977/78                                                                                  | Денвер Наггетс    | 80               |                  | 37,8             | 52,1             |                  | 77,8             | 4,9              | 4,5              | 1,2              | 1,2              | 27,2             | 13             |                | 37,0           | 45,0           |                | 82,5           | 4,1            | 4,0            | 0,7            | 1,6            | 25,2           |
| 1978/79                                                                                  | Денвер Наггетс    | 76               |                  | 35,1             | 51,2             |                  | 75,3             | 3,6              | 3,0              | 0,9              | 1,1              | 24,0             | 3              |                | 40,7           | 55,1           |                | 72,7           | 7,0            | 4,0            | 1,3            | 0,3            | 28,0           |
| 1979/80                                                                                  | Денвер Наггетс    | 39               |                  | 31,8             | 46,8             | 36,8             | 75,8             | 4,5              | 3,2              | 1,0              | 1,0              | 21,5             | Не участвовал  | Не участвовал  | Не участвовал  | Не участвовал  | Не участвовал  | Не участвовал  | Не участвовал  | Не участвовал  | Не участвовал  | Не участвовал  | Не участвовал  |
| 1980/81                                                                                  | Денвер Наггетс    | 77               |                  | 34,0             | 50,6             | 25,6             | 79,5             | 3,7              | 3,0              | 0,7              | 0,8              | 25,5             | Не участвовал  | Не участвовал  | Не участвовал  | Не участвовал  | Не участвовал  | Не участвовал  | Не участвовал  | Не участвовал  | Не участвовал  | Не участвовал  | Не участвовал  |
| 1981/82                                                                                  | Денвер Наггетс    | 61               | 5                | 20,4             | 48,6             | 28,6             | 81,4             | 2,4              | 1,9              | 0,6              | 0,5              | 14,9             | 3              | 0              | 22,0           | 45,5           | 33,3           | 57,1           | 3,3            | 2,0            | 0,3            | 0,0            | 11,7           |
| 1982/83                                                                                  | Сиэтл Суперсоникс | 75               | 64               | 28,7             | 48,1             | 20,0             | 78,4             | 3,6              | 3,0              | 0,6              | 0,4              | 15,9             | 2              | 0              | 32,5           | 36,0           | -              | 60,0           | 0,0            | 3,5            | 0,5            | 0,5            | 12,0           |
| 1983/84                                                                                  | Сиэтл Суперсоникс | 19               | 0                | 18,4             | 53,9             | 0,0              | 84,9             | 2,3              | 0,7              | 0,5              | 0,7              | 12,6             | Не участвовал  | Не участвовал  | Не участвовал  | Не участвовал  | Не участвовал  | Не участвовал  | Не участвовал  | Не участвовал  | Не участвовал  | Не участвовал  | Не участвовал  |
|                                                                                          | Всего             | 509              | 69               | 32,0             | 50,4             | 27,7             | 77,8             | 3,8              | 3,2              | 0,9              | 0,8              | 22,1             | 27             | 0              | 36,0           | 46,2           | 33,3           | 74,5           | 4,3            | 3,7            | 0,9            | 1,0            | 22,9           |
| Наведите курсор мыши на аббревиатуры в заголовке таблицы, чтобы прочесть их расшифровку. |                   |                  |                  |                  |                  |                  |                  |                  |                  |                  |                  |                  |                |                |                |                |                |                |                |                |                |                |                |